# Anna Catharina von Bärfelt
Anna Catharina Charlotta Wilhelmina von Bärfelt, född 1673, död 2 april 1738 i Linköping, var en svensk hovdam, gunstling hos riksänkedrottning Hedvig Eleonora mellan 1693 och 1709 och som sådan mycket inflytelserik vid hovet. Hon anklagades för häxeri och för att ta emot mutor och dömdes slutligen för stöld. 

## Gunstling
Dotter till överstelöjtnanten vid Jämtlands regemente Bernhard Albrekt Bärfelt. Hon anställdes som sömmerska 1687, och kammarpiga 1695 åt riksänkedrottning Hedvig Eleonora. Hennes farmor Rebecka von Brandenstein (d. 1615) hade varit hovfröken. Tjänsten som kammarpiga hos en kunglig kvinna kunde under denna tid även innehas av en lågadlig kvinna.
Hon blev riksänkedrottningens favorit i rivalitet med kammarpigan Magdalena Catharina Biörnmarck. Hon sades ta emot mutor för att påverka den inflytelserika drottningen. Hon tog emot supplikanter till riksäkedrottningen från både adel och allmänheten och skaffade bland annat hovtjänster åt lakejer. Enligt det franska sändebudet Jacques de Campredon tog hon emot så mycket mutor av supplikanter som ville lägga fram sin sak för riksänkedrottningen att hon samlade ihop en förmögenhet på 100.000 ecus.
Hennes position som gunstling gjorde att hon utsattes för avund, och hon ryktades stjäla från Hedvig Eleonora. Hon sades använda gift mot sina fiender. Hon ansågs "slug, fyndig och djerf qvinna, dertill lättfärdig och egennyttig". Hon var impopulär och blev en gång anfallen och misshandlad av okända män på gatan. Hon beskrivs som arrogant, ska ha karikerat och förlöjligat personer genom att ge dem öknamn, hade ett sexualliv trots att hon var ogift och ogillades av både adel och tjänstefolk på grund av hennes klassöverskridande.

## Förvisning från hovet
År 1709 försökte Carl Gyllenstierna få henne avlägsnad från hovet, men hon började i stället att mot honom rikta anklagelser för egennytta och försnillningar. Gyllenstjerna, uppbragt, förklarade, att "antingen skulle han eller fröken Bärfelt lemna hofvet". Hedvig Eleonora lämnade då rummet. Gyllenstjerna bildade ett parti med Christina Piper, Beata Sparre, Märta Berendes, Arvid Horn och änkedrottningens omtyckte öfverhofpredikant, domprosten Laurentius Molin. Slutligen gav Hedvig Eleonora order om gunstlingens affärd, men förbjöd att hon skulle bli anklagad eller att hennes bagage söktes igenom. Gyllenstjerna satte vakt för änkedrottningens rum för att hindra Bärfelt att påverka henne. Hon blev avskedad med pension, och lämnade staden följd "af pöbel och gatpojkar beledsagad med stenar och skymfande utrop".

## Rättegång
Efter detta upptäcktes dock "än flera hennes straffvärda handlingar och huru hennes orättvunna gods vore nedsatt dels hos vännen, hofmålaren Behn, dels hos den förmodade älskaren, slottsfogden på Karlberg". 
Mot Hedvig Eleonoras önskan blev hon år 1712 arresterad och ställd inför rätta. Hennes älskare ska ha begått självmord vid nyheten. På grund av sitt samlande av galttänder, ormar, harfötter och annat som brukade användas till att försöka utöva magi anklagades hon även för svart magi. Hon ryktades ha blivit invigd i trolldom av hovfröken Anna Maria Soop (1660–1735). Hon ska ha haft magiska amuletter för att behålla drottningens ynnest och utövat magi, som att hålla handen över tre torkade ormar i grön och röd bast för att förhindra att Hedvig Eleonora biföll ansökningar mot hennes vilja. 
Hon dömdes skyldig första instans, dock inte för trolldomsanklagelserna utan för stöld av en sammetsjacka. Hon sattes därefter i arrest i väntan på att hovrätten skulle döma. Under denna väntetid skickade hon in en anklagelseskrift mot Carl Gyllenstierna och rådet, vilket hovrätten anförde som skäl för den dödsdom man avkunnade. Hon benådades av rådet i juli 1712 och fick 14 dagars fängelse på vatten och bröd följt av tukthus.

## Senare liv
Det är okänt hur länge hon satt på tukthus. I maj 1715 fick hon tillbaka sin egendom, och bör då ha varit frisläppt. Hon flyttade 1721 till Linköping, där hon bodde resten av sitt liv. I Linköpings domkyrkoförsamlings kyrkoarkiv, Födelse- och dopböcker för år 1738 står som dödsskrift: 
År 1738  d. 2 april dödde Anna Cath. Bernfeldt en öfwerste dotter, som blefwit wpfödd i Kongl. Hoffwit; men tädan drefwen 1708 sedan lefwat åtskilligstäds, sidst 17 år här i staden. dödde i stort elende. Thet hon icke behöfde. Begrofs med heder d. 4 dito på Kyrkiog.